# تا ابد دوستت دارم
تا ابد دوستت دارم (انگلیسی: I Love You Forever) یک فیلم کمدی-درام آمریکایی محصول سال ۲۰۲۴ به نویسندگی و کارگردانی کازی دیوید و الیسا کلانی و با بازی سوفیا بلک دلیا، ری نیکلسون و دیوید است.

## داستان
یک کمدی رمانتیکِ براندازانه که به بیراهه می‌رود و ماجرای ورود و خروج یک زن جوان از یک رابطه‌ی عاطفیِ آزاردهنده را دنبال می‌کند.

## بازیگران
- سوفیا بلک دلیا در نقش مکنزی
- ری نیکلسون در نقش فین
- جان رودنیتسکی در نقش لوکاس
- کازی دیوید در نقش آلی
- ریموند چام جونیور در نقش جیک
- الیور کوپر در نقش هریسون
- اشلی ماری جونز در نقش مدیر هتل

## انتشار
این فیلم در تاریخ ۹ مارس ۲۰۲۴ در جشنواره فیلم جنوب از جنوب غربی به نمایش درآمد. و در ۷ فوریه ۲۰۲۵ در ایالات متحده به صورت همگانی منتشر شد.

## آرا و نظرات
سامانتا برگسون از ایندی‌وایر به فیلم نمره B+ داد.
استفن سایتو از ورایتی نقد مثبتی به فیلم نوشت و آن را «نگاهی تازه به یک رابطه مسموم» نامید.
فلچر پیترز از دیلی بیست نیز نقد مثبتی به فیلم داد و نوشت: «اگر هدف این بوده، هر چقدر هم که غم‌انگیز باشد، پس موفق بوده است؛ این فیلمی است که آدم را به فکر فرو می‌برد.»
برایان تالریکو از راجرایبرت.کام به فیلم نقد منفی داد و نوشت: «... این فیلمی است که خیلی زود جذابیت خود را از دست می‌دهد، حول همان ایده‌های رابطه‌ای می‌چرخد، و از همه بدتر، به شخصیت اصلی خود عمق کافی نمی‌دهد تا گذراندن این همه وقت با او را توجیه کند.»